# Военен комунизъм
Военен комунизъм или (на руски: Военный коммунизм) е икономическа и политическа система, съществувала в Съветска Русия по време на Руската гражданска война от 1918 до 1921 г. Военният комунизъм започва през юни 1918 г., наложен от Върховния съвет за народно стопанство (на руски: Высший Совет Народного Хозяйства). Приключва на 21 март 1921 г. с обявяването на Новата икономическа политика, която продължава до 1928 г. Системата често е описвана като авторитарен контрол, упражняван от управляващите и военните, за да поддържат властта и контрола в съветските региони, а не като някаква последователна политическа идеология. Съветската пропаганда го оправдава с мотива, че болшевиките са възприели тази политика с цел да осигурят снабдяването на градовете (твърдините на пролетарската власт) и Червената армия с храна и оръжие, тъй като обстоятелствата диктуват нови икономически мерки.
Смъртоносният руски глад от 1921 – 22 г., който убива около пет милиона души, е отчасти предизвикан от политиката на военния комунизъм на Владимир Ленин, особено поради реквизирането на храни. Гладът обаче е предшестван от периоди на лоши реколти, сурови зими и суша, особено в Поволжието. Допълнително спомагат редица фактори, включително войната, присъствието на Бялата армия и методите на военния комунизъм. Епидемиите от болести като холера и тиф също допринасят за смъртните случаи поради глад.

## Политики
Военният комунизъм включва следните политики:
1. Национализация на всички индустрии и въвеждане на строго централизирано управление.
2. Държавен контрол върху външната търговия.
3. Строга дисциплина за работниците, със забрана на стачките.
4. Задължителна трудова повинност за неработещите класи.
5. „Продразверстка“ – реквизиция на селскостопанските излишъци (над абсолютния минимум) от селяните за централизирано разпределение сред останалото население.
6. Купонна система на храната и повечето стоки, с централизирано разпределение в градските центрове.
7. Частното предприемачество е забранено.
8. Военизиран контрол на железниците.

Отдавна се дискутира дали „военният комунизъм“ е представлявал реална икономическа политика в днешния смисъл на думата или просто набор от мерки, целящи болшевиките да спечелят гражданската война.

## Предистория и цели
Историците отбелязват, че както правителствените съвети на Царска Русия, така и други опозиционни партии са се застъпвали за реквизирането на храна преди идването на болшевиките. Целите на болшевиките при прилагането на военния комунизъм обаче са спорни. Някои коментатори, включително редица болшевики, твърдят, че единствената му цел е била да се спечели войната. Владимир Ленин, например, казва, че „конфискацията на излишъците от селяните е мярка, с която сме обременени от императивните условия на военно време“. Други болшевики, като Юрий Ларин, Лев Крицман, Леонид Красин и Николай Бухарин, твърдят, че това е преходна стъпка към социализма. Коментатори като историка Ричард Пайпс, философът Майкъл Полани и икономисти като Пол Крейг Робъртс или Шелдън Л. Ричман твърдят, че военният комунизъм всъщност е опит за незабавно премахване на частната собственост, стоковото производство и пазарния механизъм и по този начин прилагане на комунистическата икономика, и че болшевишките лидери са очаквали незабавно и мащабно увеличение на икономическото производство. Тази гледна точка застъпва и от Бухарин, който казва, че „Ние разбирахме военния комунизъм като универсална, така да се каже „нормална“ форма на икономическата политика на победоносния пролетариат, а не като свързана с войната, т.е. съответстваща на определено състояние на гражданската война“.

## Резултати

### Военни
Военният комунизъм до голяма степен успява в основната си цел да помогне на Червената армия да спре настъплението на Бялата армия и да помогне на болшевиките да си възвърнат по-голямата част от територията на бившата Руска империя.

### Социални
Населението в градовете и околните села изпитва големи трудности поради войната. Селяните, поради изключителния недостиг, започват да отказват да сътрудничат в осигуряването на храна за военните. Работниците започват да напускат градовете в посока към селата, където шансовете да се изхранят са по-високи. По този начин допълнително намаляват възможностите за бартер на промишлени стоки срещу храна. Влошава се тежкото положение на останалото градско население и допълнително отслабва промишленото производство. Между 1918 и 1920 г. Петроград губи 70% от населението си, докато Москва губи над 50%. За налагане на болшевишки контрол върху доставките на храна в райони, контролирани от Червената армия, се използват заградителни отряди (на руски: Заградительный отряд), за да отразят нападенията на антикомунистическите сили.
В цялата страна избухват поредица от работнически стачки и селски бунтове срещу политиката на военния комунизъм, като например Тамбовското въстание (1920 – 1921), което е потушено от Червената армия. Повратен момент настъпва с Кронщатското въстание във военноморската база Кронщат в началото на март 1921 г., което също завършва с победа на болшевиките. Бунтът стряска Ленин, защото болшевиките смятат кронщатските моряци за „най-червени от червените“. Характерът на тези въстания и тяхното ръководство също са от съществено значение, тъй като те като цяло са леви въстания, водени от опозиционни левичари, създавайки по този начин конкуренция с болшевиките. Според Дейвид Крисчън, през февруари 1921 г. ЧК е съобщила за 118 селски въстания

В книгата си „Имперска и Съветска Русия“ Дейвид Крисчън обобщава състоянието на Русия през 1921 г. след годините на военен комунизъм така:
Правителство, което твърди, че представлява народа, сега се озова на прага да бъде свалено от същата тази работническа класа. Кризата подкопа лоялността на селата, градовете и накрая и на части от армията. Тя беше също толкова сериозна, колкото кризите, пред които беше изправено царското правителство през 1905 г. и февруари 1917 г.
Смъртоносният руски глад от 1921 – 22 г., който убива около пет милиона души, опустошава вече разкъсваната от война Русия, а политиката на военния комунизъм на Владимир Ленин приема негативен обрат. Мярката е сурова, но помага на болшевиките да спечелят Гражданската война и да стабилизират кризата в нацията. През 1921 г. Лев Троцки предлага на Политбюро на ЦК на КПСС принципите, залегнали в основата на НЕП, нова икономическа политика, за да се смекчат неотложните икономически проблеми, произтичащи от военния комунизъм, и лично упреква Ленин за забавената правителствена реакция през 1922 – 1923 г.

### Икономически
В Русия се появява черен пазар въпреки заплахата от военно положение срещу спекулантите. Рублата се срива, като бартерът все повече замества парите като средство за размяна. Към 1921 г. производството на тежката промишленост спада до 20% от нивата от 1913 г. и 90% от заплатите са изплащани със стоки, а не с пари. 70% от локомотивите се нуждаят от ремонт и реквизициите на храна, съчетани с последиците от седемгодишна война и тежка суша, допринасят за настъпилия глад, който причинява смъртта на между 3 и 10 милиона души. Производството на въглища намалява от 27,5 милиона тона (1913 г.) на 7 милиона тона (1920 г.), докато общото промишлено производство също намалява десет пъти: от 10 000 милиона рубли на 1 000 милиона рубли. Според Дейвид Крисчън, реколтата от зърно също е намаляла от 80,1 милиона тона (1913 г.) на 46,5 милиона тона (1920 г.).